# Кэрнс, Саймон, 6-й граф Кэрнс
Саймон Даллас Кэрнс, 6-й граф Кэрнс (англ. Simon Dallas Cairns, 6th Earl Cairns; род. 27 мая 1939 года) — британский пэр и бизнесмен, носивший титул учтивости — виконт Гармойл с 1946 по 1989 год.

## Происхождение и образование
Родился 27 мая 1939 года. Старший сын контр-адмирала Дэвида Кэрнса, 5-го графа Кэрнса (1909—1989), и Барбары Джин Харриссон Берджесс (1917—2000) . Он получил образование в Итоне и Тринити-колледже в Кембридже.

## Карьера
Саймон Кэрнс был управляющим директором банка S. G. Warburg & Co с 1979 по 1985 год, Mercury Securities plc с 1981 по 1984 год, председателем волонтерской службы за границей (ВСО) с 1981 по 1992 год, вице-председателем Mercury Securities plc с 1984 по 1986 год, директором S. G. Warburg & Co с 1985 по 1995 год.
21 марта 1989 года после смерти своего отца Саймон Кэрнс унаследовал титулы 6-го графа Кэрнса, 6-го виконта Гармойла и 6-го барона Кэрнса. Он был генеральным преемником герцогства Корнуолл с 1990 по 2000 год. Также занимал пост исполнительного директора S. G. Warburg & Co с 1991 по 1995 год. Награжден орденом Британской империи (CBE) в 1992 году. Он был председателем CDC Group plc с 1995 года. Он был председателем BAT plc с 1995 по 1998 год, и был вице-председателем Zurich Allied AG и Zurich Financial Services с 1998 по 2000 год. Он был председателем Allied Zurich с 1998 по 2000 год. Саймон Кэрнс был назначен командором Королевского Викторианского ордена (C. V. O.) в 2000 году.
Он был назначен председателем африканской телекоммуникационной компании Celtel в октябре 2007 года и был членом правления благотворительного фонда Мо Ибрагима до 2016 года, наряду с Мэри Робинсон и Кофи Аннаном.

## Семья
4 февраля 1964 года лорд Кэрнс женился на Аманде Мэри Хиткоут-Эмори (род. 4 декабря 1944), дочери майора Эдварда Фитцджеральда Хиткоут-Эмори и Сони Миртл Денисон . У супругов было трое сыновей:
- Хью Себастьян Фредерик Кэрнс, виконт Гармойл (род. 26 марта 1965), старший сын и преемник отца. Женат с 1991 года на Джульетте Палмер (род. 1965), от брака с которой у него трое детей.
- Достопочтенный Дэвид Патрик Кэрнс (род. 27 мая 1967). С 1993 года женат на Франческе Рена, от которой у него четверо сыновей
- Достопочтенный Алистер Бенедикт Кэрнс (род. 16 мая 1969). С 1998 года женат на Арабелле Лоре Сим, от брака с которой у него трое детей.